# José Mendes (football)
Pour les articles homonymes, voir José Mendes.
José Mendes, de son nom complet José de Jesus Mendes, est un footballeur portugais né le 16 janvier 1947 à Setúbal. Il évoluait au poste de défenseur central.

## Biographie

### En club
José Mendes évolue toute sa carrière au Portugal, notamment au Vitória Setúbal, le club de sa ville natale et au Sporting Portugal,.
Il dispute un total de 276 matchs en première division portugaise, sans inscrire de but. Lors de sa première saison avec le Vitória Setúbal, le club remporte la Coupe du Portugal. Il atteint à deux reprises la seconde place du championnat, en 1972 puis en 1977.
Au sein des compétitions continentales européennes, il dispute huit matchs en Coupe des villes de foires, et 28 en Coupe de l'UEFA, soit un total de 36 matchs en Coupe d'Europe. Il atteint les quarts de finale de la Coupe des villes de foires en 1971 avec le Vitória Setúbal, en étant battu par le club anglais de Leeds United. Il est par la suite, avec cette même équipe, quart de finaliste de la Coupe de l'UEFA en 1973, en étant éliminé par le club londonien de Tottenham, et de nouveau quart de finaliste en 1974, en étant éliminé par le club allemand du VfB Stuttgart.

### En équipe nationale
International portugais, il reçoit huit sélections en équipe du Portugal entre 1971 et 1976, pour aucun but marqué ,.
Il joue son premier match en équipe nationale le 21 novembre 1971 dans le cadre des qualifications pour l'Euro 1972 contre la Belgique (match nul 1-1 à Lisbonne). 
Son dernier match a lieu le 22 décembre 1976, contre l'Italie en amical (victoire 2-1 à Lisbonne).

## Palmarès
- Vice-champion du Portugal en 1972 avec le Vitória Setúbal
- Vice-champion du Portugal en 1977 avec le Sporting Portugal
- Finaliste de la Coupe du Portugal en 1973 avec le Vitória Setúbal